# ハインリヒ・クライペ
カール・ハインリヒ・ゲオルク・フェルディナント・クライペ（Karl Heinrich Georg Ferdinand Kreipe, 1895年6月5日 - 1976年6月14日）は、ドイツの軍人。1944年4月、イギリス軍とクレタ・レジスタンスの共同作戦によりギリシャ・クレタ島から誘拐された事で知られる。

## 経歴
クライペはテューリンゲン州・ニーデルシュピールにて生を受けた。第一次世界大戦が始まると陸軍に志願し、1915年12月までに中尉になる。敗戦後にはヘッセン＝テューリンゲン＝ヴァルデック義勇軍(Hessen-Thüringen-Waldeck Freikorps)に所属し、1919年10月からはヴァイマル共和国軍に参加する。1939年までに大佐に昇進する。

### 第二次世界大戦
クライペは第58歩兵師団第209歩兵連隊長として第二次世界大戦の勃発を迎え、フランス侵攻に参加した後、東部戦線に移ってバルバロッサ作戦最中のレニングラード包囲戦に参加した。1941年10月13日、騎士鉄十字章受章。1942年5月までレニングラード戦線で指揮をとった後、ドイツ本国に呼び戻され、軍政及び教育に関する業務に就く。1943年6月には第79歩兵師団長として再び東部戦線に戻り、10月まで戦う。1944年3月1日、クライペはフリードリッヒ＝ヴィルヘルム・ミュラー将軍の後任としてクレタ島守備隊司令を兼ねる第22歩兵師団長に就任する。

### 誘拐
1944年春、連合国軍は「クレタの屠殺者」として知られていたミュラー将軍の拉致を計画した。この作戦は在ギリシャの英国特殊作戦執行部(SOE)エージェントであるパトリック・リー・ファーマー少佐とビル・スタンリー・モス大尉によって指揮され、またクレタ・レジスタンスの協力を得ることとされていた。しかし作戦発動前にミュラーは島を去り、SOEではこの作戦をそのまま後任者クライペの誘拐に転用した。

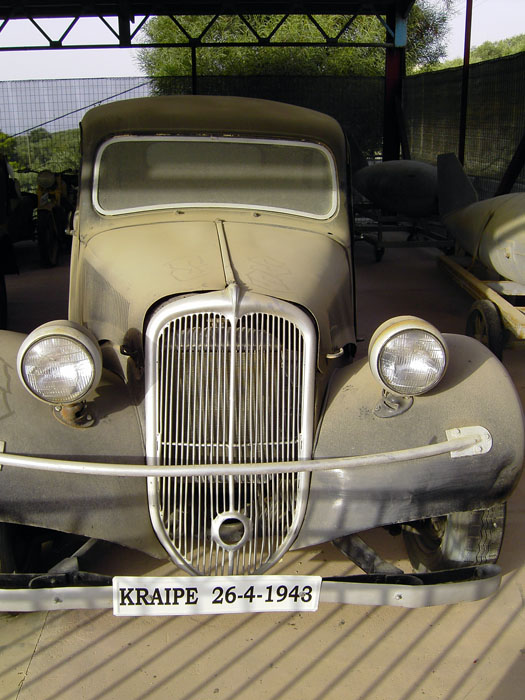
クライペの公用車

4月26日夜、クライペはアルカネスの守備隊司令部から出発し、イラクリオンから約25km離れた司令官公邸ヴィラ・アリアドニ(Villa Ariadni)に向かった。司令官公邸は厳重に警備されていたものの、当時クライペ自身は護衛を連れていなかった。ファーマー少佐とモス大尉はドイツ軍野戦憲兵下士官の制服を着用して公邸から1km手前に立ち、やがてクライペの公用車が現れると運転手に通行証の提示を求めた。そして公用車が停車すると、ファーマーはクライペ側の扉を開けて拳銃を奪うとそれを突きつけクライペを脅し、さらに運転手を引き摺り出したモスが運転席に飛び乗った。現在、アルカネスにはこの誘拐作戦の記念碑が残されている。モスが運転する公用車は22個の検問を通過し、1時間半かけてイラクリオンを離れた。その後、ファーマーは一時モスとクライペから離れ、既に島からの脱出が行われたと偽装するべくいくつかの荷物と共に離れた場所へ公用車を放棄した。モスとクライペは山岳レジスタンス組織アンダルティコ(Andartiko)の支援を受けつつ、山を超えてからファーマーと合流した。ドイツ軍守備隊の追跡を受けつつも、クライペを連れた誘拐部隊は回収部隊が到着する予定の島の南側を目指した。1944年5月14日、彼らはローダキノ(Rhodakino)近くのペリステレス(Peristeres)海岸より機動艇第842号艇（ML 842, 艇長ブライアン・コールマン）に搭乗して島を脱出、エジプトへと送られた。
クライペは尋問を受けた後、カナダの捕虜収容所に送られた。後にウェールズの特殊収容所に送られ、1947年に釈放された。1972年には、自分を誘拐したチームと共にギリシャのテレビ番組に出演した。1976年、ノルトハイムにて死去。

## 影響
1950年、かつて誘拐作戦の指揮官の1人だったモス元大尉が誘拐作戦に関するノンフィクション小説『Ill Met by Moonlight』を発表し、ベストセラーとなった。1957年にはこれを原作とする映画『将軍月光に消ゆ』(Ill Met by Moonlight)が制作され、マリウス・ゴーリングがクライペを演じた。